# نوريس بولسون
نوريس بولسون هو محاسب وسياسي أمريكي، ولد في 23 يوليو 1895 في هينز في الولايات المتحدة، وتوفي في 25 سبتمبر 1982 في أورانج في الولايات المتحدة. نشط حزبياً في الحزب الجمهوري.

## مناصب
- انتخب مندوب [الإنجليزية]‏.
- انتخب عضو جمعية ولاية كاليفورنيا  [لغات أخرى]‏ (1938 – 1942).
- انتخب عمدة لوس أنجلوس [الإنجليزية]‏ (1 يوليو 1953 – 1 يوليو 1961).
- انتخب عضو مجلس النواب الأمريكي عن دائرة California's 24th congressional district [الإنجليزية]‏ (3 يناير 1947 – 11 يونيو 1953).